# Big Van Vader
Leon Allen White známý jako Big Van Vader či Vader(14. května 1955 – 18. června 2018), byl americký profesionální wrestler a hráč amerického fotbalu. Během své kariéry zápasil za organizace New Japan Pro-Wrestling (NJPW), World Championship Wrestling (WCW), World Wrestling Federation (WWF), All Japan Pro Wrestling (AJPW) a Pro Wrestling Noah (NOAH). 
Byl známý jako monstrózní zápasník a uměl mnoho vzdušných manévrů, jeho chvat Moonsault byl čtenáři Wrestling Observer Newsletter (WON) zvolen nejlepším zápasnickým manévrem roku 1993. Získal mnoho ocenění ve WCW, Mexiku a Japonsku.  Byl hlavní hvězdou několika PPV akcí WWF a WCW. V roce 1996 byl uveden do Síně slávy Wrestling Observer Newsletter a v roce 2022 posmrtně do Síně slávy WWE.

## Mládí
Narodil se 14. května 1955 v Lynwoodu v Kalifornii, ale vyrůstal v Comptonu. Se svou sestrou vyrůstal v drsné části Los Angeles zvané South Central, kde sourozenci zažili i vloupání do domu. Jeho otec byl příslušníkem americké námořní pěchoty. Dále pracoval jako podvodní svářeč u amerického námořnictva a vynalezl automobilový zvedák, díky čemuž rodina zbohatla a mohla se přestěhovat do bezpečnější čtvrti Bell, kde White navštěvoval Bellovu střední školu. Na střední škole závodil v atletickém týmu ve vrhu koulí, wrestlingu a také hrál fotbal.

## Kariéra amerického fotbalu
Byl celostátně hodnoceným centrem, o kterého se ucházelo čtyřicet vysokých škol. Hrál v útočné řadě na univerzitě v Coloradu. Získal titul z obchodní administrativy.

### Profesionální kariéra
V draftu NFL v roce 1978 byl draftován týmem Los Angeles Rams jako 24. hráč ve 3. kole (80. celkově). Ve své druhé sezóně se dostal do finálové zápasu Super Bowlu a získal prsten šampiona NFC. Sezónu strávil na listině zraněných hráčů kvůli problémům s kolenem. Neodehrál ani jeden zápas a nezapsal si žádné statistiky. Následně byl nucen ukončit kariéru kvůli prasklé čéšce.

## Filmografie

### Filmy
- Úder pěstí (1995) - Goliáš
- Hitman Hart: Wrestling with Shadows (1998) - sám sebe
- The Unreal Story of Professional Wrestling (1999) - sám sebe

### Televize
- Boy Meets World (1995, 1996) jako Francis Albert Leslie 'Frankie' Stecchino Sr. (3 epizody)
- Pobřežní hlídka (1996) "Bash at the Beach" sám sebe (1 epizoda)

Dále se objevil ve videohrách Saturday Night Slam Masters, Fatal Fury, poté v herní sérii WWE 2K.

## Osobní život
Se svou manželkou Grace Connellyovou se vzali v roce 1979. Mají spolu syna Jesseho Whitea, který se narodil 19. dubna 1986. V červenci 2009 začal Jesse trénovat na profesionálního zápasníka v Japonsku. Původně se přihlásil na Oklahomskou univerzitu a dokonce o něj byl zájem v National Football League, ale vyřadilo ho zranění kyčle. V dubnu 2011 podepsal vývojovou smlouvu s WWE a začal používat jméno Jake Cartet. V roce 2013 byl propuštěn.
Byl znovuzrozeným křesťanem.
Během pobytu v Kuvajtu na turné WWF v dubnu 1997 vystoupil spolu s Markem Calawayem v televizním pořadu Good Morning Kuwait. Během rozhovoru se moderátor obou zeptal, zda je wrestling falešný. White v reakci na to převrátil stůl, u kterého seděli, chytil moderátora za kravatu a zeptal se ho, zda mu to připadá falešné, přičemž použil sprosté výrazy. Poté byl kuvajtskými úřady zatčen a zadržen na dva týdny. V prosinci byl za tento incident pokutován 50 kuvajtskými dináry (asi 164 dolarů). V pozdějším rozhovoru vyšlo najevo, že tento incident byl ve skutečnosti domluvený, ve snaze zvýšit sledovanost pořadu. Problém byl v tom, že moderátor o tomto plánu nebyl informován, což vedlo k tomu, že na Whitea podal žalobu.

## Zdravotní problémy a smrt
Částečně kvůli dlouholetému nadužívání alkoholu a cestování se v roce 2007 rozvedl s manželkou, což ho inspirovalo k tomu, aby přestal pít a omezil své cestování.
Podstoupil dvojitou operaci kolenního kloubu, při které se mu do rány dostala infekce a byl šest měsíců upoután na lůžko. Brzy po zotavení během cesty letadlem do Japonska omdlel. V kómatu byl 33 dní, během nichž zhubl 112 liber.
V listopadu 2016 se stal účastníkem dopravní nehody, při níž upadl na 35 minut do bezvědomí. Po diagnóze městnavého srdečního selhání navštívil dva lékaře, kteří mu řekli, že mu zbývají dva roky života. V rozhovoru v podcastu Two Man Power Trip of Wrestling v březnu 2017 vysvětlil, že lituje toho, že o své diagnóze napsal na Twitteru, řekl, že bude pokračovat v zápasech, a pokud se testy prokáží jako pravdivé, rád by zemřel v ringu.
V březnu 2018 podstoupil operaci srdce, po níž následovala další operace kvůli arytmii. Zemřel 18. června 2018 po měsíční hospitalizaci kvůli zápalu plic. Bylo mu 63 let. Před smrtí ho často navštěvoval a podporoval kolega wrestler Sting.

## Úspěchy a ocenění
- All Japan Pro Wrestling
  - Triple Crown Heavyweight Championship (2x)
  - World Tag Team Championship (1x) – se Stevem Williamsem
  - Champion Carnival (1999)
- Catch Wrestling Association
  - CWA Intercontinental Heavyweight Championship (1x)
  - CWA World Heavyweight Championship (3x)
  - CWA Bremen Catch Cup (1987)
- Impact Zone Wrestling
  - IZW Heavyweight Championship (1x)
- New Japan Pro-Wrestling
  - IWGP Heavyweight Championship (3x)
  - IWGP Tag Team Championship (1x) – s Bam Bam Bigelowem
  - Super Grade Tag League (1991) – s Tatsumim Fujinamim
  - IWGP Title Tournament (1989)
- Pro Wrestling Illustrated
  - Wrestler of the Year (1993)
  - Ranked No. 2 of the top 500 singles wrestlers in the PWI 500 in 1993
  - Ranked No. 27 of the top 500 singles wrestlers of the "PWI Years" in 2003
  - Ranked No. 36 of the top 100 tag teams of the "PWI Years" s Bam Bam Bigelowem in 2003
- Pro Wrestling Noah
  - GHC Tag Team Championship (1x) – s Scorpiem
  - GHC Tag Team Title Tournament (2001) - s Scorpiem
- Tokyo Sports
  - Best Tag Team Award (1998) se Stanem Hansenem
- Universal Wrestling Association
  - UWA World Heavyweight Championship (1x)
- Union of Wrestling Forces International
  - Pro-Wrestling World Heavyweight Championship (1x)
  - Best of the World Tournament (1994)
- World Championship Wrestling
  - WCW World Heavyweight Championship (3x)
  - WCW United States Heavyweight Championship (1x)
  - BattleBowl (1993)
- World Wrestling Federation/WWE
  - WWE Hall of Fame (2022)
  - Slammy Award (1x)
    - Crime of the Century (1996)
- Wrestling Observer Newsletter
  - Best Heel (1993)
  - Best Wrestling Maneuver (1993) Moonsault
  - Most Improved Wrestler (1999)
  - Wrestler of the Year (1993)
  - Wrestling Observer Newsletter Hall of Fame (1996)